# Mausoleum of Tarabay al-Sharifi
Mausoleum of Tarabay al-Sharifi (arabiska: تربة طراباي الشريفي) är ett monument i Egypten.   Det ligger i guvernementet Kairo, i den norra delen av landet, i huvudstaden Kairo. Mausoleum of Tarabay al-Sharifi ligger 47 meter över havet.
Terrängen runt Mausoleum of Tarabay al-Sharifi är lite kuperad. Runt Mausoleum of Tarabay al-Sharifi är det tätbefolkat, med 383 invånare per kvadratkilometer. Närmaste större samhälle är Kairo, 3,3 km norr om Mausoleum of Tarabay al-Sharifi. Trakten runt Mausoleum of Tarabay al-Sharifi är ofruktbar med lite eller ingen växtlighet.